# Воинственная раса
Воинственная раса (англ. Martial Race) — терминология, официально использовавшаяся колонизаторами в Британской Индии. В соответствии с этой терминологией, пёстрое по своему этническому составу население Индии было разделено на две категории: «воинственное» и «невоинственное». В понятиях XIX века термин «раса» соответствовал современному термину «этнос».

## Критерии
В ходе завоевания Индии офицерам британской армии бросалась в глаза лёгкость завоевания одних регионов при значительной трудности завоевания других. Для колонизаторов возник соблазн объяснить эту разницу делением многочисленных национальностей Индии на «воинственные» и «невоинственные», в зависимости от склонности к сельскому хозяйству или охоте, проживанию в горах или равнинах и влияния других факторов. Теория «воинственных рас» предполагала, во-первых, что качества хорошего воина передаются по наследству, и, во-вторых, что большинство населения Индии, за немногими исключениями, хорошими воинами быть не может.
Британцы охотно рекрутировали представителей «воинственных рас» для службы в колониальной армии Индии. Традиционная лояльность своему племени или клану могла быть использована и для поддержания дисциплины на военной службе. Также британцы старались разделить представителей различных национальностей по разным частям и подразделениям. Это позволяло, во-первых, избежать повторения восстания сипаев 1857 года, и, во-вторых, помогало насадить дух соревнования между разными «расами».
Практика набора рекрутов только среди представителей «воинственных рас» стала неотъемлемой частью уставов. Как отмечал доктор Джеффри Гринхат, «в теории воинственных рас есть своя элегантная симметрия. Интеллигентные и образованные индусы автоматически считаются трусами, а храбрецы все поголовно необразованы и невежественны».
Кроме того, теория предполагала, что «воинственные расы», проявляя несомненную личную храбрость, вместе с тем не развиты в интеллектуальном отношении, неспособны проявлять инициативу, и не могут командовать многочисленными войсками. Также теория приписывала представителям «воинственным рас» раболепие и преклонение перед авторитетом вышестоящих начальников. В соответствии с подобными воззрениями, из «воинственных рас» не набирали офицеров.
Определённую роль в появлении на свет теории «воинственных рас» сыграло восстание сипаев 1857 года, когда множество племён пуштунов, пенджаби, кумаони, гуркхов, гархвалов и др. сохранило лояльность Британии и к восстанию не присоединились. В результате сложилась практика набора солдат в колониальную армию именно из этих этносов и в отходе от рекрутирования бенгальцев и индусов высших каст, участвовавших в восстании. Полковые музеи увековечили во множестве картин образы шотландцев в килтах, гуркхов со своими ножами кукри и сикхов в тюрбанах.
Теория «воинственных рас» столкнулась с серьёзным вызовом во время Первой и Второй мировых войн. Потребность набирать огромные воинские контингенты прямо подтолкнула британцев к рекрутированию солдат из так называемых «невоинственных рас». В частности, Уинстон Черчилль был обеспокоен этим фактом, предписав главнокомандующему британской армией в Индии набирать в первую очередь всё-таки «воинственные расы».

## Список этносов Индии, определённых британцами как «воинственные расы»
- Аваны[англ.] (исламская каста заминдаров, возможно, арабского происхождения)
- Бхумихары (браминская каста в индийских штатах Бихар, Уттар-Прадеш и других, впоследствии исключены из списка из-за бунтов)
- Гакхары (крайне воинственный феодальный клан на территории современного Пакистана)
- Гархвалы
- Гуджары
- Гуркхи
- Гхуманы (клан раджпутов и джатов)
- Джаты
- Джанджуа[англ.] (воинственный раджпутский клан с репутацией могущественного в нескольких регионах Индии)
- Догра
- Каймкхани (исламская раджпутская каста)
- Камбоджи
- Кодава (гурги)
- Кокхар
- Махары (влиятельная каста в штате Махараштра)
- Мина[англ.] (каста в Раджастане, в 1871 году определена британцами как «преступная» каста)
- Наиры (каста, влиятельная в штате Керала) — исключены из списка после восстания
- Пуштуны
- Раджпуты
- Сайни[англ.]
- Сикхи
- Тхевар (группа из трёх каст, из-за склонности к бунтам исключены из списка как «преступная каста»)
- Ядав (группа каст в Индии и Непале, относящаяся к варне кшатриев)

Маратхи были определены британцами как «невоинственная раса», несмотря на военные достижения маратхской державы и на вклад маратхов в военные усилия Британии в Первой мировой войне, когда они сражались с турками. В то же время «воинственными» были признаны маратхские касты Ядхав, Дангар и Махар.

## Современное использование
С получением Индией независимости индийская армия отказалась от теории «воинственных рас» как дискриминации. В то же время появились обвинения в адрес армии Пакистана, что она предположительно продолжала оказывать предпочтение представителям так называемых «воинственных рас», борясь тем самым с численным превосходством Индии. Популярная в этот период легенда утверждала, что один пакистанский солдат якобы стоит четырёх или даже десяти индийских.
Подобные теории вызывали особое раздражение у бенгальского населения Бангладеш (бывший Восточный Пакистан), которое было определено как «невоинственное» в противовес пуштунам и пенджабцам Западного Пакистана. Однако в целом подобный расистский подход закончился тяжёлым поражением Пакистана в Третьей индо-пакистанской войне 1971 года. С тех пор теория «воинственных рас» практически перестала использоваться пакистанской армией.
Тем не менее, остатки этой теории сохраняют своё влияние до сих пор, в первую очередь среди сикхов, традиционно гордящихся своей воинской доблестью. Один из сикхских лидеров, Джарнал Сингх Бхиндравал, как сообщалось, заявил, что «один сикх стоит тридцати пяти индуистов».